# Либи (Монтана)
Либи (енгл. Libby) град је у америчкој савезној држави Монтана.

## Демографија
По попису из 2010. године број становника је 2.628, што је 2 (0,1%) становника више него 2000. године.
| Група             | 2000.         | 2010.         |
| Белци             | 2.486 (94,7%) | 2.474 (94,1%) |
| Афроамериканци    | 4 (0,2%)      | 3 (0,1%)      |
| Азијати           | 16 (0,6%)     | 11 (0,4%)     |
| Хиспаноамериканци | 32 (1,2%)     | 66 (2,5%)     |
| Укупно            | 2.626         | 2.628         |